# Albert White (cyclisme)
Pour les articles homonymes, voir White et Albert White.
Albert White, né le 19 février 1890 à Brigg et mort le 1er mars 1965 à Scunthorpe, est un coureur cycliste britannique. 

## Biographie
En 1920, il remporte une médaille d'argent aux Jeux olympiques d'Anvers, lors de la poursuite par équipe avec Cyril Alden, Horace Johnson et William Stewart, et échoue en demi-finale de l'épreuve de vitesse individuelle.

## Palmarès

### Jeux olympiques
- Anvers 1920
  -  Médaillé d'argent de la poursuite par équipe (avec Cyril Alden, Horace Johnson et William Stewart)